# Alfons Paoli Schwartz
Alfons Paoli Schwartz (* 1886 auf Korsika, Frankreich; † nach 1935) war der letzte deutsche Kriegsgefangene des Ersten Weltkriegs.

## Leben
Alfons Paoli Schwartz wurde auf Korsika auf französischem Boden geboren, weshalb er auch mit zweitem Vornamen nach Pascal Paoli (1725–1807) benannt wurde, dem Nationalhelden der Korsen. Seine Eltern stammten allerdings aus dem Elsass, wo Schwartz auch aufwuchs und später als Lehrer tätig war.
Schwartz diente im Ersten Weltkrieg bei der deutschen Geheimen Feldpolizei, also der militärischen Spionageabwehr, und hatte wegen seiner Zweisprachigkeit (Französisch und Deutsch) gute Kontakte zu französischen Kollaborateuren. Erst nach Einstellung der Feindseligkeiten (Waffenstillstand von Compiègne am 11. November 1918) wurde Schwartz im französisch besetzten Gebiet in Kehl noch vor Inkrafttreten des Versailler Vertrages (28. Juni 1919) verhaftet, als Hochverräter angeklagt und von elsässischen Richtern zur Deportation in die französische Strafkolonie auf die Teufelsinsel („Archipel der Verdammten“) vor der Küste von Französisch-Guayana (Südamerika) verurteilt.  
Am 9. März 1932 wurde er vom französischen Präsidenten Paul Doumer begnadigt. Nach jahrelangen Verhandlungen wurde Schwartz schließlich am 4. April 1932 aus der Gefangenschaft entlassen und kehrte als letzter deutscher Kriegsgefangener des Ersten Weltkriegs nach Deutschland zurück. Am 24. April 1932 betrat er erstmals wieder deutschen Boden. Er galt als Symbolfigur und Märtyrer.  Nach seiner Freilassung verliert sich seine Spur. Die Unterlagen des französischen Geheimdienstes wurden nach 1941 nach Deutschland und 1945 nach Moskau gebracht. Dort findet sich ein letzter Hinweis auf Schwartz. Im Sommer 1935 war „Agent 39“ angeblich wieder aktiv. Diesmal spionierte er für Frankreich.